# Вотертаун (Теннессі)
Вотертаун (англ. Watertown) — місто (англ. town) в США, в окрузі Вілсон штату Теннессі. Населення — 1553 особи (2020).

## Географія
Вотертаун розташований за координатами 36°6′4″ пн. ш. 86°8′25″ зх. д. / 36.10111° пн. ш. 86.14028° зх. д. (36.100997, -86.140233).  За даними Бюро перепису населення США в 2010 році місто мало площу 3,40 км², уся площа — суходіл.

## Демографія
Згідно з переписом 2010 року, у місті мешкало 1477 осіб у 561 домогосподарстві у складі 390 родин. Густота населення становила 435 осіб/км².  Було 603 помешкання (178/км²).
Расовий склад населення:
| - 91,1 % — білих - 5,7 % — чорних або афроамериканців - 0,3 % — корінних американців - 0,1 % — азіатів |

До двох чи більше рас належало 1,9 %. Частка іспаномовних становила 2,9 % від усіх жителів.
За віковим діапазоном населення розподілялося таким чином: 28,4 % — особи молодші 18 років, 58,6 % — особи у віці 18—64 років, 13,0 % — особи у віці 65 років та старші. Медіана віку мешканця становила 35,0 року. На 100 осіб жіночої статі у місті припадало 89,6 чоловіків;  на 100 жінок у віці від 18 років та старших — 81,3 чоловіків також старших 18 років.
Середній дохід на одне домашнє господарство  становив 42 287 доларів США (медіана — 35 987), а середній дохід на одну сім'ю — 49 969 доларів (медіана — 47 083). Медіана доходів становила 37 171 долар для чоловіків та 31 953 долари для жінок. За межею бідності перебувало 14,5 % осіб, у тому числі 8,7 % дітей у віці до 18 років та 5,8 % осіб у віці 65 років та старших.
Цивільне працевлаштоване населення становило 610 осіб. Основні галузі зайнятості: освіта, охорона здоров'я та соціальна допомога — 19,7 %, виробництво — 16,2 %, науковці, спеціалісти, менеджери — 13,3 %.